# 水平対向4気筒

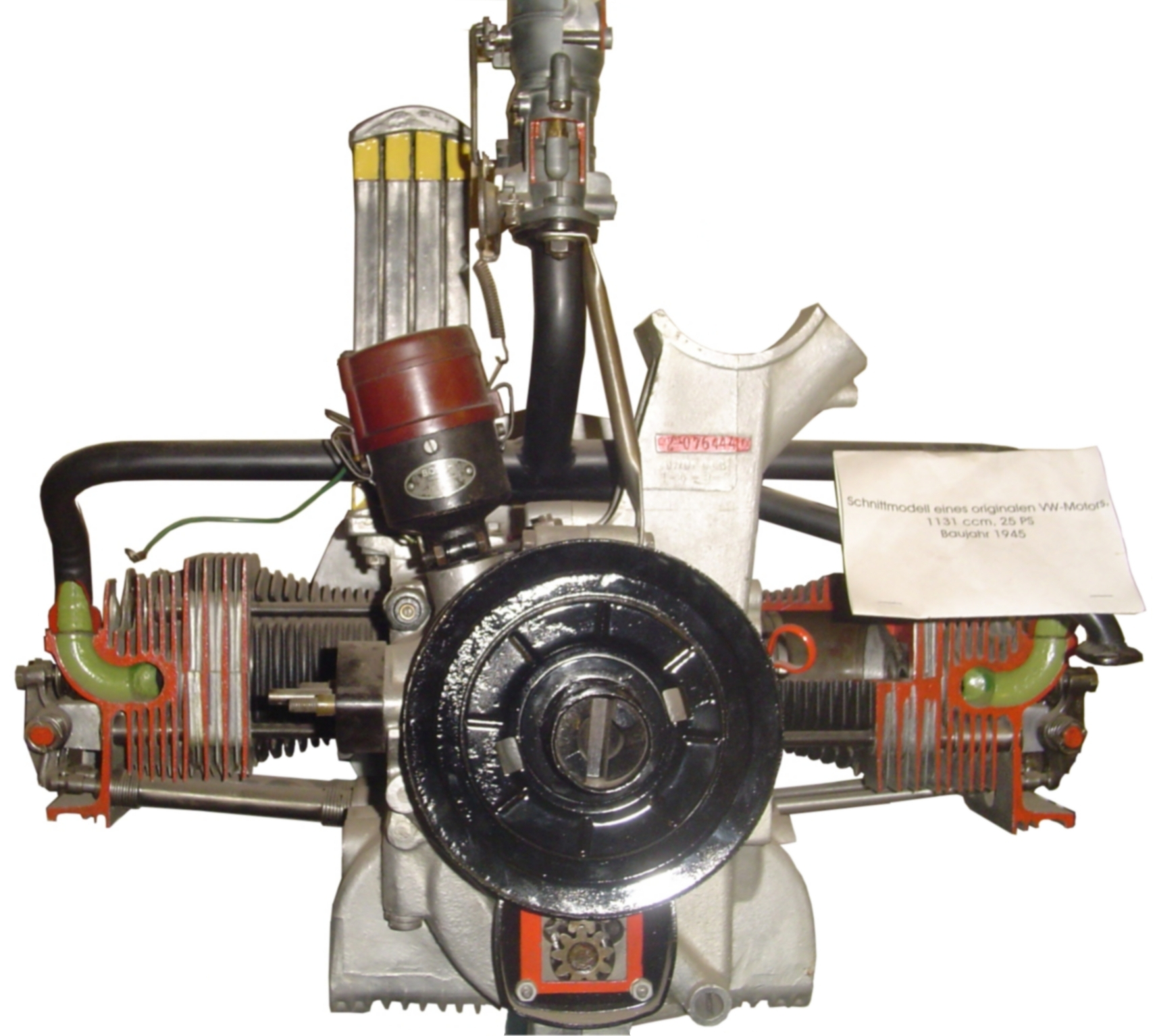
フォルクスワーゲン・タイプ1の空冷水平対向4気筒エンジン。世界的に最も広く知られる水平対向4気筒のひとつでもある。

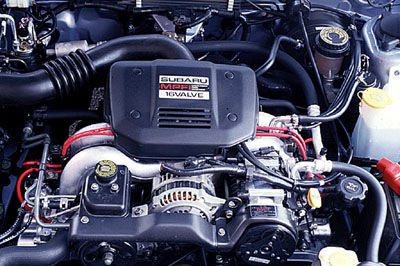
日本の水平対向4気筒の代表格、スバル・EJ型エンジン（写真はEJ22）

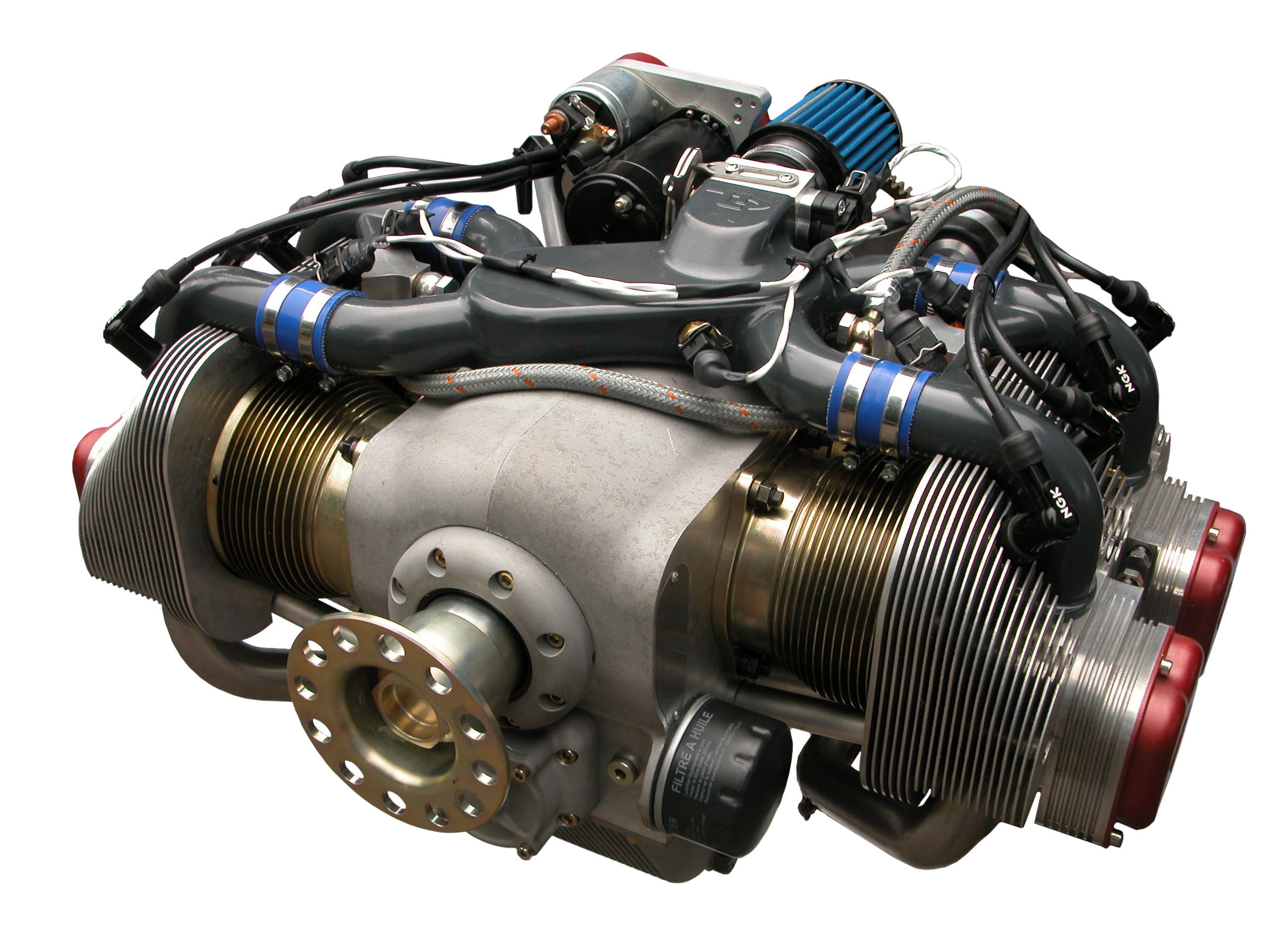
航空機用空冷水平対向4気筒エンジン

水平対向4気筒（すいへいたいこうよんきとう）は、レシプロエンジン等のシリンダー配列形式の1つである。4個のシリンダー（気筒）が2個ずつ水平に対向して配置されている形式である。当記事ではもっぱらピストン式内燃機関のそれについて述べる。日本国外ではフラット4 (Flat-Four) とも呼ばれ、F4と略されることもある。

## 解説
このような構成のエンジンは、直列2気筒とほぼ同等の短いエンジン全長と非常に低いエンジン全高を実現でき、シャーシに対するエンジンの重心位置を低くして車体重量バランスの改善を図ることができる上、エンジンの振動面で良いバランスを持つ。そして効率的な空冷装置と組み合わせる事にも適している。しかし、V型4気筒に比較してやや広めのエンジン室が必要であり、一般的な大衆車やビジネス向けオートバイに使用するには製造コストが高いエンジンのため、現在ではこの構成を採用する自動車メーカーは少ない。
一方、航空機においては星型エンジンよりも小さな前方投影面積を持つ水平対向4気筒は機体先端の小径化に貢献するため、ライカミングやコンチネンタル・モーターズ等のエンジン製造メーカーが小型飛行機向けの空冷エンジンを多数製造しており、小型航空機では比較的一般的な構成である。
水平対向4気筒は直列4気筒と比較してエンジンの大きさや振動面、エンジンの重心面でいくらか優れた面を持つが、その反面クランクシャフトの構造が複雑化し製造の手間や経費の面で不利である事や、シリンダーヘッドやカムシャフトが直列4気筒の倍の個数必要となり、OHVからOHCに発展させるための設計にも技術的な制約が大きかったため、大衆車のエンジンとしては今日ではあまり用いられなくなった。しかし、水平対向4気筒の広いシリンダ列は水冷式と同様に空冷式レイアウトの採用にも有効であったため、水冷エンジンが一般化する以前の初期の大衆車では大きな空冷フィンと強制空冷ファンを持つ水平対向4気筒が広く用いられていた。
幅の広い水平対向4気筒エンジンは、車軸位置を避けて前後のオーバーハング部かホイールベース間に搭載されることが多い。直列エンジンより短いため、オーバーハング部に搭載しても前後重量配分に対する悪影響は低減される。車両によっては水平対向4気筒を通常のフロントエンジンとして配置することもあるが、エンジンの広い横幅が前輪の操縦系統の配置に影響を及ぼす可能性が高くなる。後輪駆動車ではリアエンジンやミッドシップレイアウトに多く用いられる。後軸の重心をできるだけ低く保つ意味でも水平対向4気筒の採用は有効であった。日本のスバルは黎明期よりフロントオーバーハングにアルミ製の水平対向4気筒エンジンを搭載した前輪駆動レイアウトを採用しており、今日ではトランスファーの付加によって四輪駆動に発展させることで、水平対向4気筒の利点を最大限に生かした車両作りを続けていることが世界的にもよく知られている。

## 利点
水平対向4気筒は直列4気筒やV型4気筒などの他の4気筒エンジンに比べ、エンジンの振動バランス面で大きな優位性をもっている。直列4気筒はエンジンの振動（特に二次振動）が大きく、大排気量・大出力となる程にこの傾向が顕著となるため、2.0リットル以上の直列4気筒にはバランスシャフトが追加されることが多く、乗用車用のガソリンエンジンには3.0リットル以上のものはまず見受けられない。水平対向4気筒は左右のピストンが互いの振動を打ち消し合う作用があるため、横軸方向の振動が少ない。実際にはクランクシャフトのクランクピン分シリンダーがずれて配置されるために、エンジンの前後方向に若干の二次振動が発生するが、直列4気筒の二次振動と比較すればはるかに小さいため通常はそれほど問題にはならないので、通常は水平対向4気筒にはバランスシャフトは用いられない。なお、水平対向4気筒のクランクシャフトは一般的にメインベアリングが3個のものが多く、中央のメインベアリングには大きな負担が掛かる。そのため、現在では耐久性を重視してエンジン全長がやや長くなるリスクを取ってでも直列4気筒と同様の5ベアリング構成を選択するエンジンも多い。
水平対向4気筒は構造上比較的エンジンの振動が少ない構成ではあるものの、上記のとおり直列6気筒や水平対向6気筒のようにエンジン単体で完全バランスが達成できるわけではない。このため、水平対向4気筒は4気筒エンジンとしては振動が少ない構成でありながら、その製造コストの高さから大衆車ではほとんどのメーカーが直列4気筒に移行し、高出力が求められる上級グレードではエンジン単体で完全バランスが達成できる直列6気筒や偶力振動への対処のみを行えばよいV型6気筒が選択されるようになり、コンピュータシミュレーションによる複雑なクランクシャフト設計やバランスシャフト技術の進歩、エンジンマウントの振動抑制性能向上などによって高い経費を掛けてまで水平対向4気筒を選択する余地は少なくなり、現在では少数派となっていった。

## 自動車用エンジン
チェコのタトラは1926年にタトラ・T30で空冷水平対向4気筒を初採用、1930年のT52、1931年のT54とT57（T57が搭載しているのは180度V型4気筒エンジン）、1933年のT75にもそれぞれ排気量が異なる空冷水平対向4気筒を採用している。1936年のT97はリアエンジンレイアウトとなり、背骨型フレームとの組み合わせは後のドイツ第三帝国のKdf-Wagenおよびフォルクスワーゲン・ビートルにも深い影響を与えることになった。
イギリスのジョウェットは水平対向2気筒で著名なメーカーであったが、1936年にJowett Tenに1,881 ccの水平対向4気筒を採用。戦後の1947年にはジェラルド・パーマーの手によりジョウェット・ジャベリンが開発され、1950年にはジョウェット・ジュピターも登場、それぞれが排気量の異なる水平対向4気筒を搭載していた。同時期にモーリスに所属していたアレック・イシゴニスは、モーリス・マイナーに水平対向4気筒を搭載する設計を行ったが、費用面で市販車両への搭載は実現しなかった。

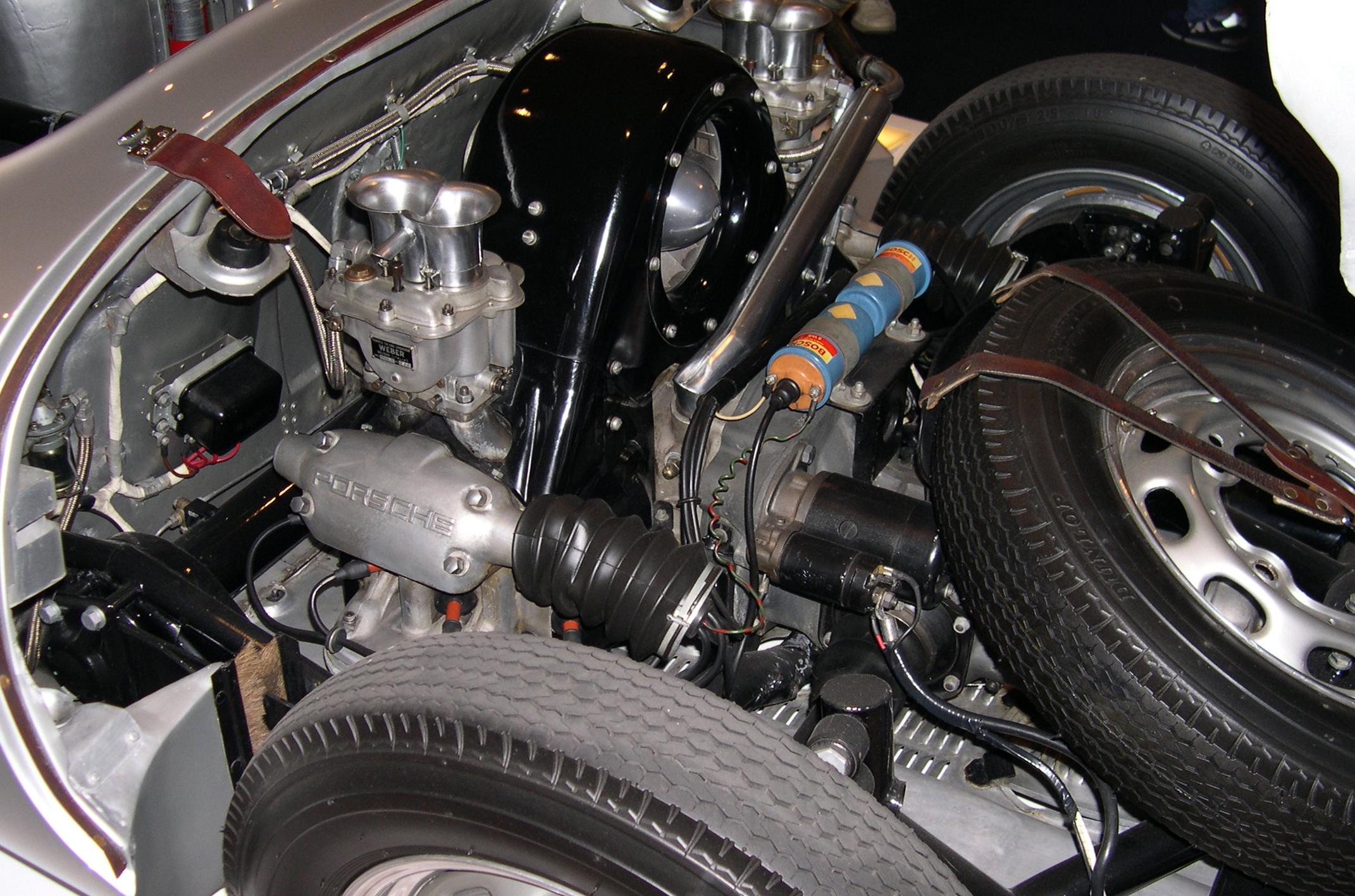
1955年式ポルシェ・550スパイダーの水平対向4気筒

ドイツのフォルクスワーゲンはタイプ1やその他の車両に空冷式水平対向4気筒を幅広く採用していた。ポルシェもポルシェ・356に水平対向4気筒を採用、後にポルシェ・550、ポルシェ・904、ポルシェ・912、ポルシェ・914にも水平対向4気筒を採用した。なお、ポルシェの車両に搭載された空冷式水平対向4気筒は元々はフォルクスワーゲン・タイプ1に搭載されたものと同じエンジンである。
同じドイツのボルクヴァルトは1957年3月サロン・アンテルナショナル・ド・ロトに1,100 cc水冷水平対向4気筒・前輪駆動のGoliath 1100を出展、翌年にハンザ1100と名称が改められ、1961年まで製造された。
フォルクスワーゲンは1982年にそれまでの空冷エンジンを水冷化したヴァッサーボクサーエンジンを開発。三代目フォルクスワーゲン・タイプ2にドイツ本国では1992年まで、ブラジルでの現地生産バージョンであるコンビでは2005年まで搭載されていた。
フランスのシトロエンは1961年のシトロエン・アミ・スーパーに始まり、シトロエン・GS/GSA、シトロエン・アクセルに空冷水平対向4気筒を搭載、1990年まで製造を行っていた。
イタリアのアルファロメオは1971年に水冷式水平対向4気筒を開発。同年発売のアルファロメオ・アルファスッドに搭載した。1984年には日産自動車からN12パルサーの車体供給を受け、これに自社の水平対向4気筒を搭載したアルファロメオ・アルナを発売、ヨーロッパ日産でも「ニッサン・チェリー・ヨーロッパGTI」として販売された。このエンジンは他にもアルファロメオ・33、アルファロメオ・スプリント、アルファロメオ・145、アルファロメオ・146にも搭載され、145/146が1997年に生産を終えるまで26年間に渡り製造され続けた。
イタリアでは他にもランチアが1961年のランチア・フラヴィアに水冷式水平対向4気筒を搭載、1984年生産終了のランチア・ガンマまで搭載されていた。
日本の富士重工業（現・SUBARU）の自動車部門であるスバルは、1966年にEA型エンジンを搭載したスバル・1000以来、現在に至るまで主力車種の全てにEJ型などの水冷式水平対向4気筒エンジンを採用していることで世界的に有名である。なお、スバルは自社製の水平対向4気筒にHorizontal-4を意味するH4という略称を付けているが、H型エンジンとは関係ない。
スバルの水平対向4気筒搭載車種はシトロエンやランチアなどと同様に、前軸よりも前に縦置き搭載されたエンジンによる前輪駆動を採用している。スバルはこのレイアウトを生かし、トランスファーと後輪駆動系を追加して比較的容易に四輪駆動へ発展させることができた。現在スバルは多くの車種に四輪駆動のグレードを用意しており、世界的に水平対向と四輪駆動を採用するメーカーとして広く認知されている。
2012年、トヨタ自動車とスバルは、トヨタ・86/スバル・BRZを発売。この2車はスバル製水平対向4気筒を用いてFR駆動としたものである。水平対向エンジンでのFR方式は、初期の水平対向2気筒搭載車両以降例が見られなかった構成である。

## オートバイ用エンジン

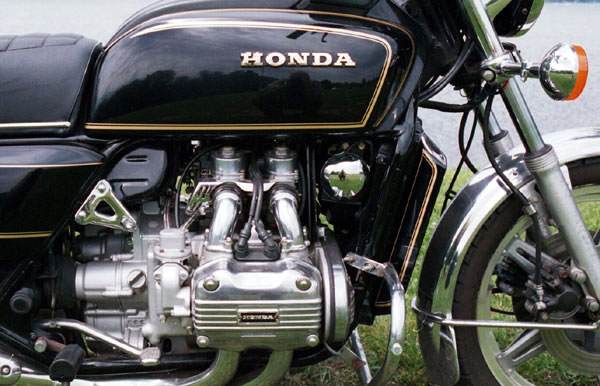
ホンダ・GL1000ゴールドウイングの水平対向4気筒エンジン

- 米国ホンダは1975年に1,000 ccの水冷水平対向4気筒エンジンを搭載しシャフトドライブを採用したホンダ・GL1000ゴールドウイングを発売、1988年に水平対向6気筒を搭載したホンダ・GL1500ゴールドウイング登場まで水平対向4気筒をフラッグシップであるゴールドウイングに搭載し続けていた。
- ドイツのツェンダップは1938年から1939年に掛けて、シャフトドライブ駆動のツェンダップ・K800を生産した。
- 1955年、イギリスのウーラー（英語版）は500 ccの水平対向4気筒・シャフトドライブ駆動のオートバイを少量生産した。同社はそれ以前にも1945年から1953年に掛けて、水平対向4気筒のシリンダーを直立させた上で、4つのピストンの左右運動をビームエンジン（英語版）の概念を用いたリンクロッドを介してクランクシャフトに伝達する、奇想天外な直立水平対向4気筒エンジン[3]を開発したが、複雑すぎる構造で実用性も低く、この形式の開発に心血を注いだ創業者ジョン・ウーラーが1954年に死去すると、息子達はごく常識的な設計の水平対向4気筒に換装してようやく販売に漕ぎ着けた。ウーラーの水平対向4気筒は当時としては最高の静粛性を持つものと捉えられていたものの、肝心のメーカー側の製造資本が尽きてしまい、数台のみの製造で1956年に会社は倒産した[4]。
- 1981年、フランスではBFG-シトロエンというオートバイが発売される。これはシトロエンの自動車用1,299 cc水平対向4気筒を搭載し、シャフトドライブ駆動されるオートバイで、総生産台数450台余りの4分の1はフランス警察に白バイとして納入された[5][6]。

## 航空機用エンジン
ライカミングは360キュービックインチ、5.9 Lの空冷水平対向4気筒エンジンを生産しており、セスナをはじめとする小型航空機用エンジンとして非常に大きなシェアを持っている。ライカミングのエンジンはコンポーネント化されたシリンダーを追加して水平対向4気筒と共通の設計を持つ水平対向6気筒や水平対向8気筒にラインナップを拡大していることが特徴である。このような構成やラインナップを持つエンジンはコンチネンタルやフランクリンでも製造されている。これらの航空機用水平対向4気筒はフロリダ・エバーグレーズの湿原を駆けるエアボートにも用いられている。
日本の小川精機はOSエンジンブランドで40 ccから52 ccのラジコン航空機用水平対向4気筒エンジンを製造している。特に52 ccのFF-320エンジンは大型模型飛行機向けの高出力エンジンとして世界的にも高い評価を受けている。